# Cismes
"Cismes" (títol original en anglès "Schisms") és el cinquè episodi de la sisena temporada de la sèrie de televisió de ciència-ficció estatunidenca Star Trek: La nova generació, i el 131è de tota la sèrie. Es va emetre originalment el 19 de d'octubre de 1992 en redifusió als Estats Units. L'episodi va ser escrit per Brannon Braga i dirigit per Robert Wiemer.
Ambientada al segle XXIV, la sèrie segueix les aventures de la tripulació de la nau de la Flota Estel·lar de la Federació Enterprise-D sota el comandament del capità Jean-Luc Picard. En aquest episodi, alguns membres de la tripulació tenen problemes per dormir i experimenten reaccions inquietants a objectes particulars per raons desconegudes i decideixen investigar-ho.

## Argument
Diversos membres de la tripulació de l'«Enterprise» tenen dificultats per dormir o han perdut la noció del temps i es troben tenint respostes emocionals estranyes a objectes normals. La tripulació afectada s'adona que han tingut experiències comunes i, amb l'ajuda de la consellera Deanna Troi, utilitzen l'holocoberta per reconstruir i refinar els seus records fragmentats i impressions dels esdeveniments. La seva col·laboració dóna com a resultat un dispositiu semblant a una taula d'operacions en una habitació fosca plena de sorolls misteriosos. Arriben a la conclusió que han estat en un lloc similar.
La doctora Beverly Crusher els examina i troba proves de sedació, així com canvis subtils als seus cossos, com ara una desalineació microscòpica dels ossos del braç del comandant William T. Riker, cosa que indica que ha estat tallat i després reincorporat. S'adonen que estan sent segrestats de la nau per experimentar-hi. Quan es pregunten si això també els està passant a altres membres de la tripulació, demanen a l'ordinador de la nau que enumeri els membres desapareguts i descobreixen que dos membres més de la tripulació han desaparegut. Un reapareix aviat a la seva cabina, però mor poc després de ser trobat, ja que la seva sang s'ha transformat en un polímer líquid.
L'enginyer en cap Geordi La Forge i el tinent comandant Data també descobreixen emissions de partícules en una de les bodes de càrrega, creant una esquerda subespacial en expansió que amenaça de trencar la nau. Ideen un mètode per contrarestar les emissions i tancar l'esquerda, però necessiten una manera de rastrejar les emissions fins a la font. El comandant Riker s'ofereix voluntari, ja que ha estat segrestat diverses nits seguides. La Dra. Crusher li injecta un estimulant destinat a contrarestar el sedant que utilitzen els seus captors i porta un dispositiu de rastreig que es pot detectar des de l'"Enterprise" quan se'l segresten. Riker és segrestat aquella nit i es troba en un entorn estrany en una taula d'operacions, a prop de l'altre membre de la tripulació desaparegut, envoltat d'extraterrestres ocupats.
L'esquerda continua expandint-se i el capità Jean-Luc Picard ordena a Geordi que comenci l'intent de tancar-la. Riker fingeix estar inconscient fins que els extraterrestres es distreuen per l'esquerda que havia començat a fluctuar. S'allibera, recull l'altre membre de la tripulació i salta a través de l'esquerda que s'havia fet prou gran perquè poguessin passar-hi. Apareixen a la bodega de càrrega moments abans que l'esquerda es tanqui per força. Els extraterrestres aconsegueixen enviar un breu pols d'energia a través d'ella en l'últim segon, que desapareix a través del casc de l'"Enterprise" i cap a l'espai. Picard es pregunta si el pols és una sonda enviada pels extraterrestres que intenten comunicar-se amb l'"Enterprise", però Riker, observant els seus mètodes que van provocar la mort d'un dels tripulants, sospita que els seus motius són menys benignes.

## Repartiment i doblatge al català
La sèrie va ser doblada al català pels estudis Tramontana (primera part) i Soundtrack (segona part) i emesa a TV3 l’any 1991. Els dobladors de l'episodi foren:
| Personatge           | Actor/actriu    | Veu en català      |
| -------------------- | --------------- | ------------------ |
| Jean-Luc Picard      | Patrick Stewart | Joan Crosas        |
| William Riker        | Jonathan Frakes | Antoni Forteza     |
| Data                 | Brent Spinner   | Joaquim Sota       |
| Geordi La Forge      | LeVar Burton    | Aleix Estadella    |
| Worf                 | Michael Dorn    | Enric Arquimbau    |
| Beverly Crusher      | Gates McFadden  | Aurora Garcia      |
| Deanna Troi          | Marina Sirtis   | Alicia Laorden     |
| Alferes Sariel Rager | Lanei Chapman   | Maria Josep Guasch |
| Sr. Mott             | Ken Thorley     | Albert Socias      |
| Tinent Shipley       | Scott Trost     | Francesc Figuerola |

## Recepció
El 2012, Tor.com va fer una crítica de "Cismes" i va destacar el poema "Ode to Spot" a l'obertura. Van qualificar l'episodi amb un 4 sobre 10. Va elogiar els moments destacats dels personatges, especialment la petita subtrama que involucra Data i la seva poesia. No obstant això, va trobar la trama principal mal estructurada. Tot i que l'escena de l'holocoberta crea molt bé la tensió, aquesta desapareix en gran manera al final perquè la història es basa en massa conceptes científics inventats, cosa que fa que la seva resolució sembli força confusa. També va notar inconsistències en el contingut, com ara els problemes de son de Riker. Unrealitymag.com va qualificar "Cismes" com un dels 10 episodis de televisió més re-visionables en general, lloant-lo com a "esgarrifós" però també assenyalant algunes escenes divertides. El 2017, Heroes & Icons va assenyalar aquest episodi com un que presenta contingut terrorífic o inquietant de Star Trek. El 2021, ScreenRant va classificar "Cismes" com l'episodi més terrorífic número u de tots els episodis de televisió de la franquícia Star Trek.

## Llançaments
L'episodi es va publicar com a part de la caixa de la sisena temporada de Star Trek: La Nova Generació DVD als Estats Units el 3 de desembre de 2002.  Es va publicar una versió remasteritzada en HD en disc òptic Blu-ray el 24 de juny de 2014.
El 5 de maig de 1998, aquest episodi es va publicar en LaserDisc als Estats Units Estats Units, aparellat amb "Q de veritat"